# Джессі Флемінг
Джессі Флемінг (англ. Jessie Fleming, 11 березня 1998, Лондон, Канада) — канадська футболістка, олімпійська медалістка. Півзахисниця національної збірної Канади.

## Ігрова кар'єра
З 2020 виступає за лондонський «Челсі».

## Збірна
З 2013 по 2014 залучалась до складу юніорської збірної Канади. За юніорську збірну провела 12 матчів в яких забила 4 голи.
З 2014 залучається до складу молодіжної збірної Канади. Наразі в складі молодіжної збірної провела 8 матчів в яких відзначилась одним голом.
У складі жіночої національної збірної Канади дебютувала в 2013 році. Наразі в складі національної збірної провела 101 матчів, забила 16 голів.

### Голи в складі національної збірної
| # | Дата           | Арена                   | Суперник          | Гол | Рахунок | Турнір                       |
| - | -------------- | ----------------------- | ----------------- | --- | ------- | ---------------------------- |
| 1 | 4 березня 2015 | ГСП                     | Шотландія         | 1–0 | 2–0     | Кубок Кіпра                  |
| 2 | 14 лютого 2016 | BBVA Compass Stadium    | Тринідад і Тобаго | 6–0 | 6–0     | Олімпійський відбір КОНКАКАФ |
| 3 | 20 липня 2016  | Стад Себастьєна Шарлеті | КНР               | 1–0 | 1–0     | Товариський матч             |
| 4 | 8 червня 2017  | Investors Group Field   | Коста-Рика        | 1–0 | 3–1     | Товариський матч             |

## Титули і досягнення
Канада
- Бронзова призерка Олімпійських ігор (1): 2016.